# Ремон Пулидор
Ремон Пулидор (фр. Raymond Poulidor; 15. април 1936 — 13. новембар 2019) био је француски професионални бициклиста у периоду од 1960. до 1977. Највећи успех остварио је 1964. године када је освојио Вуелта а Еспању. Његова каријера је била обиљежена чињеницом да је имао за противнике два изванредна возача, Жака Анкетила и Едија Меркса и никада није освојио Тур де Франс, није чак никада ни носио жуту мајицу на Туру. Трипут је завршио као други и чак пет пута као трећи, укључујући и последњи Тур који је возио са 40 година, освојио је седам етапа на Туру.

## Каријера

### Почетак каријере
Пулидор је рођен у сиромашној породици, радио је напорно на фарми и морао је да напусти школу са 14 година. 1951. је започео аматерски да се бави бициклизмом, а 1955. је послат у рат у Алжиру. Пулидор је постао професионалац 1960. године, а већ 1961.осваја Милан - Санремо трку.

### Ривалство са Анкетилом
Ривалство Пулидора и Анкетила је легендарно у бициклизму. Иако је Анкетил био старији само две године, већ је имао освојен Тур де Франс кад је Пулидор постао професионалац. Најбитнија разлика између њих биле су Анкетилове сјајне хронометарске способности. Пулидор је возио агресивно и нападао у брдима, док је Анкетил волио да контролише брдске етапе и да осваја време на хронометру. Пулидор је брзо постао миљеник публике, а најбољу шансу да победи Анкетила имао је на Тур де Франсу 1964. године, у финишу брдског успона Puy de Dôme. Обојица су били толико уморни да је тек у последњих неколико стотина метара Пулидор успио да надокнади нешто времена. Након етапе, Пулидор је изјавио да се не сећа њиховог додира, иако је фотограф то снимио. Након етапе, француски репортер је изјавио да је Анкетилово лице било изгубило боју. Ипак, Анкетил је освојио Тур на последњој етапи, на хронометру, то је Анкетилу био пети и уједно последњи освојени Тур де Франс. Након велике борбе са Анкетилом на Туру, Пулидор је освојио Вуелту, свој једини гранд тур. Пулидорова популарност је расла и сваким поразом од Анкетила, придобијао је све више публике.

### Године после Анкетила
Након краја Анкетилове ере, Пулидор је коначно имао шансу да освоји Тур де Франс. Због повреде није био конкурентан на Туру 1967. и 1968. године, вративши се у доброј форми 1969. године, када је за противника имао Едија Меркса, са којим није могао да се бори и осваја треће место, наредне године завршава седми, а 1972. опет осваја треће место. Објавивши да неће учествовати на Тур де Франсу 1973. године, Меркс је дао шансу другима да се боре, али ни тада Пулидор није имао снаге да се носи са Окањом, а на етапи 13, замало није изгубио живот након пада и повреде главе. Наредне године, Пулидор опет завршава други, иза Едија Меркса, коме је то био последњи освојен Тур де Франс, али ни након краја Мерксове ере, Пулидор није успио да освоји Тур. Тада већ у годинама, Пулидор на Тур де Франсу 1975. године, завршава на 19 месту, а 1976. са 40 година, Пулидор осваја треће место, на свом последњем Тур де Франсу.